# Abraham Even-Shoshan
Abraham Even-Shoshan (hebraisk:: אַבְרָהָם אֶבֶן שׁוֹשָׁן;) (født 25. december 1906 i Minsk, død 8. august 1984 i Jerusalem) var en russisk/israelsk lingvist og leksiograf i hebraisk. Hans fødenavn var Avraham Rosenstein, født i Minsk, Hviderusland. ”Even-Shoshan” er en hebraisk oversættelse af hans oprindelige efternavn.
Even-Shoshan skabte den første udgave af den Nye Hebraisk Ordbog (1946-1958), som er blevet opdateret og genudgivet i 2004 under titlen Even-Shoshan Dictionary.
Han døde i 1984 i Jerusalem, Israel.